# Catena Arolla-Cheilon-Pleureur
La Catena Arolla-Cheilon-Pleureur è un massiccio montuoso delle Alpi del Grand Combin nelle Alpi Pennine. Si trova nel Canton Vallese.

## Geografia
La catena raggruppa le montagne tra la Val di Bagnes e la Val d'Herens.
Ruotando in senso orario i limiti geografici sono: Col de Chermontane, ghiacciaio d'Otemma, Lago di Mauvoisin, Val di Bagnes, bassa Val d'Entremont, Martigny, fiume Rodano, Val d'Herens, Arolla, Col de Chermontane.

## Classificazione
La SOIUSA individua la Catena Arolla-Cheilon-Pleureur come un supergruppo alpino e vi attribuisce la seguente classificazione:
- Grande parte = Alpi Occidentali
- Grande settore = Alpi Nord-occidentali
- Sezione = Alpi Pennine
- Sottosezione = Alpi del Grand Combin
- Supergruppo = Catena Arolla-Cheilon-Pleureur
- Codice = I/B-9.I-D

## Suddivisione
Il gruppo montuoso è suddiviso in tre gruppi e due sottogruppi:
- Gruppo Arolla-Cheilon-Ruinette (8)
- Gruppo del Mont Pleureur (9)
  - Catena Mont Pleureur-Rosablanche-Métailler (9.a)
  - Catena Mont Fort-Mont Gelé (9.b)
- Catena delle Aiguilles Rouges d'Arolla (10)

## Montagne

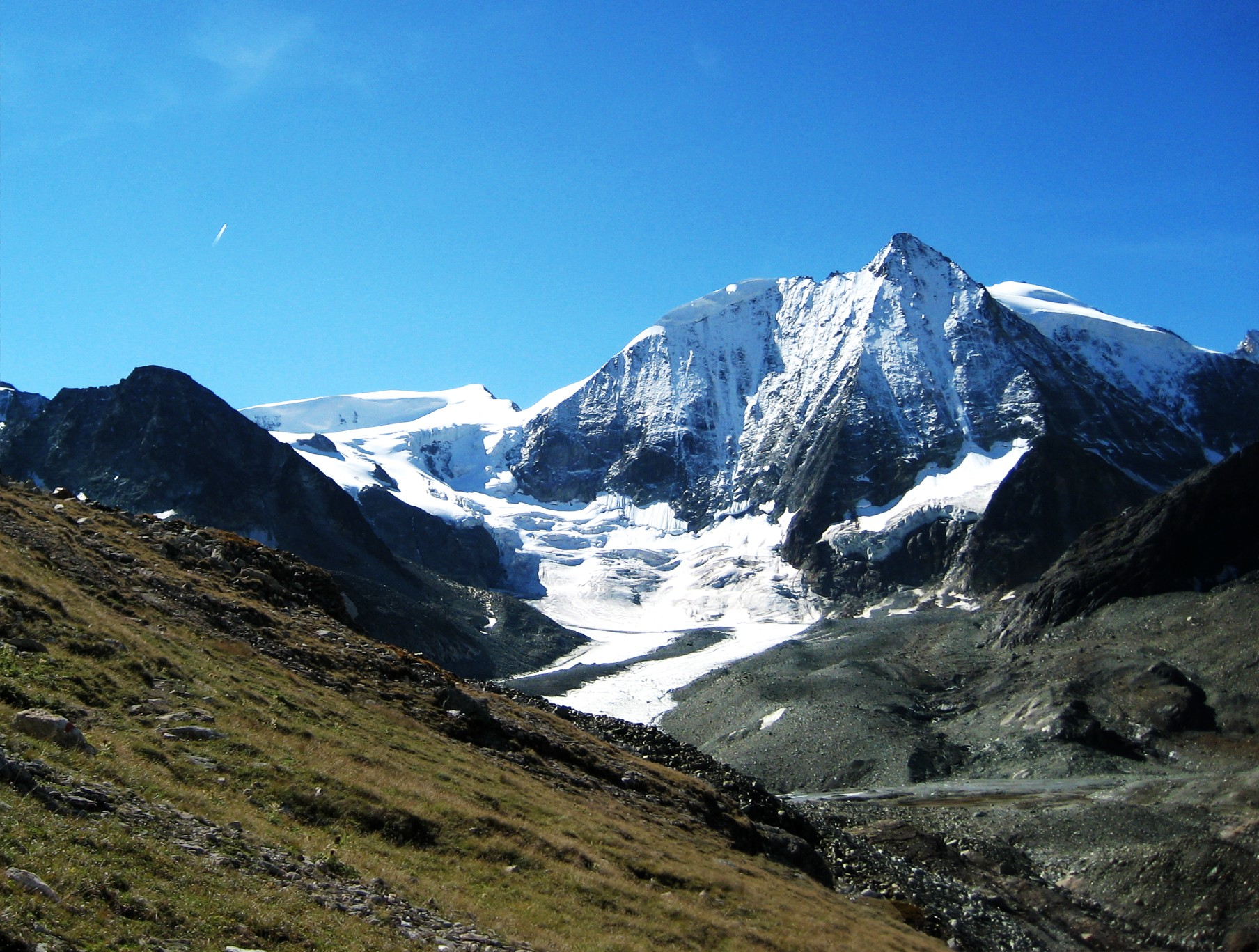
Il Mont Blanc de Cheilon visto da nord.

Le montagne principali sono:
- La Ruinette - 3.875 m
- Mont Blanc de Cheilon - 3.870 m
- Pigne d'Arolla - 3.796 m
- La Serpentine - 3.789 m
- Pointes du Brenay - 3.711 m
- Le Pleureur - 3.704 m
- Aiguilles Rouges d'Arolla - 3.646 m
- La Sâle - 3.646 m
- La Luette - 3.548 m
- Pointe de Vouasson - 3.489 m
- Pointe d'Otemma - 3.403 m
- Rosablanche - 3.336 m
- Mont Fort - 3.328 m
- Le Métailler - 3.213 m
- Pic d'Artsinol - 2.998 m